# تود بلايث
تود بلايث (بالإنجليزية: Todd Blythe)‏ هو لاعب كرة قدم أمريكية ولاعب كرة قدم كندية أمريكي، ولد في 31 مارس 1985 في أيمز في الولايات المتحدة.